# Untere Sonnenblume
Untere Sonnenblume ist eine Ortslage im Norden der bergischen Großstadt Wuppertal.

## Lage und Beschreibung
Die Ortslage liegt im Norden des Wohnquartiers Uellendahl-Ost im Stadtbezirk Uellendahl-Katernberg auf einer Höhe von 274 m ü. NHN an der Stichstraße Sonnenblume, die von der Straße Westfalenweg abzweigt. 
Weitere benachbarte Orte sind die Höfe und Ortslagen Woltersberg, Sonnenblume, Grünenbaum, Neuensonnenschein, Am Neuen Sültekop, Soltenkopf, Neuenbaum und das unmittelbar benachbarte Webershaus.

## Etymologie und Geschichte
In der lokalen Mundart wurde der Ort auch als onger Wewershaus (= unteres Webershaus) oder öngerste Sonnenblom (= unterste Sonnenblume) bezeichnet.
Der Ort ist auf der Preußischen Uraufnahme von 1843 als U. Sonnenblum eingezeichnet.
Südlich von Untere Sonnenblume verlief ein Kohlenweg von Sprockhövel nach Elberfeld (hier der heutige Westfalenweg), auf dem im ausgehenden 18. Jahrhundert und in der ersten Hälfte des 19. Jahrhunderts Steinkohle von den Zechen im südlichen Ruhrgebiet zu den Fabriken im Wuppertal transportiert wurde, das in dieser Zeit das industrielle Herz der Region war.
Mit der Kommunalreform von 1929 wurde der südliche Teil Dönbergs von Neviges abgespalten und mit weiteren, außerhalb von Dönberg liegenden Nevigeser Ortschaften in die neu gegründete Stadt Wuppertal eingemeindet, so auch Untere Sonnenblume. Nördlich von Untere Sonnenblume verlief bis 1975 die Stadtgrenze zwischen Wuppertal und Neviges, südlich davon bis 1929 die von Neviges zu Elberfeld. Durch die nordrhein-westfälische Gebietsreform kam Neviges mit Beginn des Jahres 1975 zur Stadt Velbert und das erneut geteilte Dönberg wurde bis auf die nördlichen Außenortschaften, die bei Velbert verblieben, nun ebenfalls in Wuppertal eingemeindet. Dadurch verlor Untere Sonnenblume seine Grenzlage.